# ブリテン・ファースト
ブリテン・ファースト（英語: Britain First）は、反移民、反イスラームを掲げるイギリスの極右政党である。2011年、イギリス国民党から分かれて成立した。